# Порфирий (Павлинос)
Архиепи́скоп Порфи́рий III (греч. Αρχιεπίσκοπος Πορφύριος Γ΄, в миру Аристи́дис Павли́нос, греч. Αριστείδης Παυλίνος; 1 ноября 1878, деревня Кими, остров Эвбея, Греция — 24 ноября 1968, Каир, Египет) — иерарх Иерусалимской православной церкви; с 1926 по 1968 годы — предстоятель автономной Синайской православной церкви с титулом Архиепи́скоп Сина́йский, Фара́нский и Раи́фский.

## Биография
Родился 1 ноября 1878 года в местечке Кими на остров Эвбея, в Греции, где получил начальное образование. В 1903 году закончил православную семинарию на острове Халки, где во время обучения был пострижен в монашество и рукоположён в сан иеродиакона.
По окончании обучения был направлен преподавателем Закона Божия в Амбетиевскую школу в Каире. В 1906 году в день Святой Пасхи в монастыре Святой Екатерины на Синае архиепископом Синайским Порфирием II был рукоположён в сан иеромонаха и назначен секретарём подворья Синайского монастыря в Каире.

### Служение предстоятеля
После ухода на покой архиепископа Порфирия II избран братией монастыря архиепископом Синайским, Фаранским и Раифским. Архиерейскую хиротонию архимандрита Порфирия во епископа и возведение в сан архиепископа совершил 23 августа (5 сентября) 1926 года Патриарх Иерусалимский Дамиан I.
В 1939 году в монастыре Святой Екатерины на Синае им была построена гостиница для паломников и картинная галерея; реконструировано подворье монастыря в Афинах и заново построено подворье и храм на Крите, разрушенное немцами во время войны.
Проживая на подворье в Каире, на протяжении всей жизни оставался Президентом и членом учебного комитета Амбетиевской школы, воспитав целую плеяду священнослужителей для Иерусалимского и Александрийского Патриархатов.
Скончался 24 ноября 1968 года в Каире. Отпевание совершил Патриарх Александрийский Николай VI. Похоронен в усыпальнице около церкви святого Георгия Победоносца в Каире.